# Issig
Die Issig, die auch Issigbach genannt wird, ist ein knapp acht Kilometer langer rechter Nebenfluss der Selbitz im bayerischen Regierungsbezirk Oberfranken.

## Name
Der Flussname wurde aus dem Ortsnamen Issigau rückgebildet. Der Name leitet sich entweder vom slawischen Wort *izgarЪ für 'Schlacke' ab, was einen Bergbau in Issigau voraussetzen würde, oder von einem althochdeutschen Personennamen *Issigēr oder Isgēr.

## Verlauf
Die Quellbäche der Issig entspringen bei Neuhaus zwischen Berg und Selbitz. Bis zur Querung der Straße Berg–Rothleiten nahe dem Steinbruch Beyer werden die Gewässer oft auch als Krebsbach bezeichnet. Das Einzel Steingrün mit dem Hofnamen Mohrnhaus liegt oberhalb des Baches. Früher wurde das Haus über einen hydraulischen Widder mit Wasser aus der Issig versorgt. Bei Reitzenstein trieb die Issig die außerhalb des Dorfes gelegene Mühle an. Auch im nächsten Ort, Issigau, wurde das Wasser des Baches zum Mahlen genutzt. Die Issigauer Mühle stand im Ortskern. Kurz nach Issigau trieb die Issig eine weitere Mühle, die Neuenmühle (ca. 510 m Höhe), eine Schneidemühle. Im nächsten Ort Hölle, einem Ortsteil der Stadt Naila am Eingang zum Höllental unterquert die Issig eine Wohnstraße und anschließend einen stillgelegten Abschnitt der Bahnstrecke Triptis–Marxgrün und mündet auf ca. 485 m Höhe gegenüber dem Stebenbach in die Selbitz.

## Brücken
- Ortsverbindungsstraße Berg – Rothleiten beim Steinbruch Beyer
- Steinbruch Beyer
- Wanderweg Reitzenstein – Berg
- Reitzenstein, Weg Reitzenstein – Reitzensteiner Mühle
- Reitzenstein, Straße Reitzenstein-Borchersholz
- Issigau, Fußwegbrücklein beim Friedhof
- Issigau, Unterer Pfarrberg
- Issigau, Am Pülzenberg
- Weg Höller Straße – Saarhaus / Hügel
- Naila-Hölle, Birkenweg
- Naila-Hölle, Höllentalbahn